# Forte dei Marmi
Forte dei Marmi és un comune (municipi) de la província de Lucca, a la regió italiana de la Toscana, amb una població de 7.335 habitants l'1 de gener de 2018.
Limita amb els municipis de Montignoso (MS), Pietrasanta i Seravezza.

## Evolució demogràfica
| Gràfica d'evolució demogràfica de Forte dei Marmi entre 1861 i |
|                                                                |
| Font: ISTAT - Elaboració gràfica de Viquipèdia                 |